# Poisson De Roinville
Poisson De Roinville, mit vollem Namen François-Arnould Poisson de Roinville (* 15. März 1696 in Paris; † 24. August 1753 ebenda), war ein französischer Schauspieler.
De Roinvilles wurde als mittleres Kind des Schauspielers Paul Poisson geboren. Sein älterer Bruder, Philippe Poisson, war dazu bestimmt, in die Fußstapfen des Vaters zu treten, und er, der Jüngere, sollte zum Militär gehen. Die jüngere Schwester der beiden, Madeleine-Angélique de Gomez (1684–1770), wurde Schriftstellerin, die auch Bühnenstücke verfasste.
De Roinvilles brachte es dann auch zum Leutnant der Infanterie, konnte sich aber nicht mit seinem Los abfinden und nahm Abschied vom Regiment. Er verdingte sich dann als Schauspieler einer fahrenden Truppe, um endlich die Rollen zu spielen wie sein Vater und Großvater vor ihm. Irgendwann kehrte De Roinville heimlich nach Paris zurück und bat seinen Vater um die offizielle Einwilligung, Schauspieler werden zu dürfen. Dieser wandte sich aber an Louis d’Aumont de Rochebaron, den ersten Kammerherrn von Ludwig XIV., um seinen Sohn zur Raison zu bringen, doch De Roinville ließ nicht ab und bekam tatsächlich ein Engagement bei der Comédie-Française. So kam es, dass er im Jahr 1722 dort debütierte und mit seinem Spiel so überzeugend die Rolle des Sosie in Molières Komödie Amphitryon gab, sodass sein Vater einwilligte, die Bühnenkarriere weiter zu verfolgen. Im Jahr 1725 schließlich wurde De Roinville auch Sociétaire de la Comédie-Française.
De Roinville wurde als klein, hässlich und unförmig, wie alle Männer der Familie Poisson, beschrieben, aber sein Gesicht war so komisch, sein Spiel so naiv, so natürlich, dass das Publikum von ihm begeistert war. Es gelang ihm, in zahlreichen Aufführungen mit einer der Hauptrollen besetzt zu werden, und prägte diese Rollen maßgeblich. Bekannt war er unter anderem in der Rolle des Marquise in Philippe Quinaults la Mère coquette oder des Bernadille in Montfleurys la Femme juge et partie.
De Roinville verstarb im Alter von 57 Jahren in Folge seiner Alkoholkrankheit.